# Organització territorial de Guinea Equatorial
Aquest és un article sobre l'organització territorial de Guinea Equatorial, que és dividida administrativament en dues regions i vuit províncies (amb les seves respectives capitals), les províncies estan dividides al seu torn en 30 municipis:

Províncies de Guinea Equatorial.

## Regions
| Número | Regió              | Capital | Superfície | Població (2013) | Densitat (Hab/km²) | Mapa |
| ------ | ------------------ | ------- | ---------- | --------------- | ------------------ | ---- |
| 1      | Región Continental | Bata    | 26.017 km² | 1.159.468       | 44                 |      |
| 2      | Regió Insular      | Malabo  | 2.034 km²  | 612.807         | 301                |      |
|        | Guinea Equatorial  | Malabo  | 28.051 km² | 1.772.275       | 63                 |      |

## Províncies
| Número | Província         | Capital             | Superfície | Població (2013) | Densitat (Hab/km²) | Mapa |
| ------ | ----------------- | ------------------- | ---------- | --------------- | ------------------ | ---- |
| 1      | Annobón           | San Antonio de Palé | 17 km²     | 20.741          | 1,220              |      |
| 2      | Bioko Nord        | Malabo              | 776 km²    | 410.541         | 529                |      |
| 3      | Bioko Sud         | Luba                | 1.241 km²  | 181.525         | 146                |      |
| 4      | Centre Sud        | Evinayong           | 9.931 km²  | 202.054         | 20                 |      |
| 5      | Kié-Ntem          | Ebebiyín            | 3.943 km²  | 238.548         | 60                 |      |
| 6      | Litoral           | Bata                | 6.665 km²  | 400.415         | 60                 |      |
| 7      | Wele-Nzas         | Mongomo             | 5.026 km²  | 318.451         | 58                 |      |
| 8      | Djibloho          | Ciudad de la Paz    | 453 km²    |                 |                    |      |
|        | Guinea Equatorial | Malabo              | 28.051 km² | 1.772.275       | 63                 |      |

## Districtes
Alhora, les províncies són dividides en districtes, llevat a l'illa d'Annobón:

### Regió Insular
1. Annobón
2. Bioko Nord
  1. Districte de Malabo
  2. Districte de Baney
3. Bioko Sud
  1. Districte de Luba
  2. Districte de Riaba

### Regió Continental
1. Centre Sud
  1. Districte d'Evinayong
  2. Districte d'Akurenam
  3. Districte de Niefang
2. Kié-Ntem
  1. Districte de Mikomeseng
  2. Districte de Nsoc Nsomo
  3. Districte d'Ebebiyín
3. Litoral
  1. Districte de Bata
  2. Districte de Cogo
  3. Districte de Mbini
4. Wele-Nzas
  1. Districte de Mongomo
  2. Districte de Nsork
  3. Districte d'Aconibe
  4. Districte d'Añisok